# 粒皮瘤海星属
粒皮瘤海星属（学名：Choriaster）为瘤海星科的一个属。只有粒皮瘤海星（C. granulatus）一种，最大半径约27厘米。有五个独特的大、短、厚的锥形臂。

## 下属物种
本属包括以下物种：
- 粒皮瘤海星 Choriaster granulatus Lütken, 1869

## 大眾文化
- 《海绵宝宝》：海绵宝宝最好的朋友，总是能在关键时刻，伸出援手的派大星，原型是粒皮瘤海星。